# Jorge Díaz Moreno
Jorge Díaz Moreno (Cali, Valle del Cauca, Colombia; 1 de julio de 1977) es un exfutbolista colombiano. Jugaba como delantero y se retiró en el Atlético Huila de Colombia.

## Clubes
| Club              | País       | Año       |
| ----------------- | ---------- | --------- |
| Deportivo Cali    | Colombia   | 1996-1998 |
| Deportes Quindío  | Colombia   | 1999      |
| Deportivo Cali    | Colombia   | 2000      |
| Liga de Quito     | Ecuador    | 2000      |
| Once Caldas       | Colombia   | 2001-2002 |
| Deportivo Cali    | Colombia   | 2003-2004 |
| Deportivo Pereira | Colombia   | 2004      |
| Millonarios       | Colombia   | 2005      |
| Atlético Huila    | Colombia   | 2005      |
| Cúcuta Deportivo  | Colombia   | 2006      |
| Khazar Lankaran   | Azerbaiyán | 2006      |
| Junior            | Colombia   | 2007-2009 |
| Atlético Huila    | Colombia   | 2009      |

## Palmarés

### Campeonatos nacionales
| Título           | Club           | País     | Año     |
| ---------------- | -------------- | -------- | ------- |
| Primera División | Deportivo Cali | Colombia | 1995/96 |
| Primera División | Deportivo Cali | Colombia | 1998    |